# John Robins
John Robins (ur. 4 maja 1982 w Bristol) – angielski stand-upper oraz prezenter telewizyjny i radiowy.

## Młodość
Robins dorastał w Bristolu, ukończył The Castle School w Thornbury w hrabstwie Gloucestershire, a następnie, po ponownym złożeniu aplikacji, która rok wcześniej została odrzucona, studiował filologię angielską w St Anne’s College w Oksfordzie.
Po ukończeniu Oksfordu Robins wrócił do Bristolu, gdzie w 2006 roku zamieszkał z innymi komikami: Jonem Richardsonem, Russellem Howardem i Markiem Olverem.
Używał wówczas pseudonimów: The Chuckling Fireman, Mick Boyce, Allied Tradesmen, Keeper of the Sword of Justice, The Preston Strangler oraz Features.

## Kariera
Robins zaczął występować jako komik w 2005 roku. Wkrótce dotarł do półfinału konkursu So You Think You’re Funny na Festiwalu teatrów ulicznych w Edynburgu (Edinburgh Festival Fringe). Podczas festiwalu w 2007 roku brał udział w pokazie „Comedy Zone”.
Robins pojawiał się zarówno jako gość, jak i jako prezenter w The Russell Howard Show i The Jon Richardson Show w stacji BBC Radio 6 Music (2007–2010).
W 2011 wystąpił jako stand-upper w Russell Howard’s Good News. W telewizji pojawił się także w programie Alan Davies: As Yet Untitled (dwukrotne wystąpienie plus nieemitowany pilot), Live at the Apollo, Mock the Week, Live from the BBC, Celebrity Deal or No Deal z Sarah Millican oraz w 2013 roku w świątecznym mash-upie panelu komediowego 8 Out of 10 Cats z teleturniejem Deal or No Deal.
Robins pojawił się również w kilku programach radiowych, między innymi w programie Talksport Matta Forde’a, Word of Mouth w BBC Radio 4 oraz w What’s the Story? w BBC Radio Wales.
W lutym 2014 roku wraz z komikiem Elisem Jamesem zaczął prowadzić program Elis James and John Robins w radiu XFM (obecnie Radio X). W sierpniu 2014 roku program został przeniesiony na soboty i był nadawany co tydzień od 13:00 do 16:00. Program jest również dostępny jako bardzo popularny podcast, który od lipca 2017 roku odnotował ponad 12 milionów pobrań.
Robins wystąpił po raz pierwszy w Nowej Zelandii w maju 2014 roku podczas NZ International Comedy Festival z występem zatytułowanym Where Is My Mind?
W 2015 roku, podczas rozdania nagród Chortle Awards, Robins otrzymał nagrodę w kategorii najlepszy prezenter. W drugiej połowie 2016 roku Robins wraz ze współgospodarzem Elisem Jamesem wyruszył w trasę o nazwie „The Elis James and John Robins Experience”.
W marcu 2017 roku James i Robins otrzymali nagrodę Chortle za swój program w Radio X.
Co roku, od 2009 (z wyjątkiem 2016), Robins występował z programem solowym na festiwalu w Edynburgu, począwszy od programu Skinny Love. Jego kolejnymi występami były Nomadic Revery (2010), Lift Your Skinny Fists Like Antennas to Heaven (2011), Incredible Scenes (2012), Where Is My Mind? (2013), This Tornado Loves You (2014) i Speakeasy (2015). Wszystkie występy były również zaprezentowane podczas tras na terenie całej Wielkiej Brytanii. Ponadto, Robins wystąpił na Machynlleth Comedy Festival oraz Leicester Comedy Festival.
W sierpniu 2017 roku Robins otrzymał (wspólnie z Hannah Gadsby) nagrodę komediową Edinburgh Comedy Award za występ zaprezentowany tamtego roku – The Darkness of Robins, który skupiał się na rozpadzie jego związku z Sarą Pascoe i jego życiu osobistym po zerwaniu. Była to jego pierwsza nominacja do tej nagrody.
W czerwcu 2018 roku ogłoszono, że Robins będzie gospodarzem nowego teleturnieju zatytułowanego Beat the Internet w kanale telewizyjnym Dave.
Po pięciu latach nadawania programu Elis James and John Robins w Radio X (wcześniej XFM), w sobotę 30 marca 2019 roku jego autorzy wyemitowali swój ostatni odcinek. 2 kwietnia 2019 roku Robins ogłosił, że razem z komikiem Elisem Jamesem będzie prowadził program w BBC Radio 5 Live.
W 2019 roku Robins wystąpił na festiwalu Edinburgh Fringe z programem zatytułowanym Hot Shame.

## Życie prywatne
W 2012 roku Robins przeprowadził się do Londynu.
Komik określa się jako „przeważnie weganin”.
Robins jest fanem zespołu rockowego Queen i wspierał zespół podczas ich sylwestrowego koncertu 2014-15, na którym występował on z Adamem Lambertem. Jest również fanem Franka Zappy i Bonniego Prince’a Billy’ego i prowadzi konto z cytatami Bonniego Prince’a Billiy’ego na Twitterze. Robins często nazywał edynburskie występy inspirując się swoją ulubioną muzyką, np. Lift Your Skinny Fists Like Antennas to tytuł albumu grupy Godspeed You! Black Emperor, a „This Tornado Loves You” to piosenka amerykańskiej piosenkarki i kompozytorki Neko Case.